# Германски обединителни войни (1864 – 1871)
Германски обединителни войни е понятие, обобщаващо 3 войни от периода 1864-1871 г.: Пруско-датската (1864), Австро-пруската (1866) и Френско-пруската (1870-1871)..
Те форсират през третата четвърт на 19 век политическата интеграция в Германия. Следствие от тях е преодоляването на австро-пруския дуализъм и създаването на Германска империя без участието на Австрия (т.нар. малонемско решение).
Тези войни налагат национално обединение на Германия „отгоре“ под предводителството на Прусия и със съдействието на немската аристокрация. Важна роля в тях играе пруският министър-председател Ото Бисмарк. Според него състоянието в Германия преди войните е гордиев възел, който е можел да бъде „разплетен“ единствено с меч (реч пред Райхстага от 11 януари 1887).